# Höhere Schule für angewandte Kunst Telšiai
Die Höhere Schule für angewandte Kunst Telšiai (litauisch Telšių aukštesnioji taikomosios dailės mokykla) war die älteste Kunstschule in Niederlitauen, eine höhere Schule und ein Technikum für angewandte Kunst in der Rajongemeinde Telšiai, Litauen. Seit 2003 gibt es hier die Kunstfakultät Telšiai der Hochschule Kunstakademie Vilnius (lit. Vilniaus dailės akademijos Telšių dailės fakultetas). Der Fakultätsdekan ist Ramūnas Banys und die Prodekanin Algimanta Dargienė.
Adresse: Muziejaus g. 29, LT-87356, Telšiai.

## Geschichte
1931 gründete Feliksas Milevičius, der Bürgermeister von Telšiai die Schule für Holzverarbeitung. Ab 1939 gab es auch eine berufliche Ausbildung der Metallverarbeitung. 1945 wurde die Schule zur Mittelschule für angewandte Kunst Telšiai und 1959 zum Technikum für angewandte Kunst Telšiai. 1989 wurde es zur höheren Schule für angewandte Kunst. 1991 wurde die Kunstabteilung gebildet. Mit der Verordnung des Bildungsministers Kornelijus Platelis wurde die Kunstabteilung der höheren Schule für angewandte Kunst Telšiai am 1. August 1998 zur Abteilung für angewandte Kunst der universitären Hochschule Vilniaus dailės akademija reorganisiert.

## Struktur
- Lehrstuhl für Plastik des Metalls
- Lehrstuhl für Design
- Lehrstuhl für Kunstgrundlagen und Theorie

## Lehrer
Marija Bankauskaitė, Valdas Bubelevičius, Elena Domarkienė-Rapalytė, Laima Drazdauskaitė, Petras Gintalas, Alfonsas Gudzevičius, Romualdas Inčirauskas, Algirdas Indrašius, Monika Kriukelienė, Donatas Lukoševičius, Regimantas Midvikis, Aloyzas Stasiulevičius und andere.

## Absolventen
- Romualdas Budrys, Petras Henrikas Garška, Romualdas Inčirauskas, Antanas Janauskas, Albinas Jasenauskas, Jonas Kaupys, Gintaras Kazlauskas, Vytautas Kibildis, Vincas Kisarauskas, Gražina Kriaunevičienė, Gvidas Latakas, Vytautas Matulionis, Vytautas Mockaitis, Arūnas Sakalauskas, Juozas Šakinis, Arūnas Šarkauskas, Algimantas Švėgžda, Vytautas Urbanavičius, Jonas Virbauskas und andere.